# レーザー技術推進センター
レーザー技術推進センター（レーザーぎじゅつすいしんセンター）は、2006年に設立された特定非営利活動法人である。略称はレー技進（英略称はPLT）。
前身は社団法人レーザー学会レーザー技術振興センター。

## 概要
レーザーおよび光学の先端技術に関する調査・研究を行うとともに、産学両分野で要請される高度なレーザー技術者及び研究者を養成し、研究開発活動を盛んにし、レーザー技術の普及による経済活動の活性化を図り、社会に貢献することを目的とする。

## 沿革
- 1982年（昭和57年） - レーザー技術振興センター設立。
- 2006年（平成18年） - レーザー技術推進センター設立。レーザー技術振興センターの全業務を継承し、事業を開始。同時に非営利活動事業を開始。

## 主な活動

### レーザー普及セミナー
レーザーに関する技術・知識の普及を目的としたセミナー。主な対象は高校生・大学生等の学生であるが、一般の参加も可能である。大阪大学レーザー科学研究所との共催で、例年3月ごろに開催される。